# Самір (футболіст)
Самір Каетано де Соуза Сантос (порт.-браз. Samir Caetano de Souza Santos, більш відомий як Самір (порт. Samir Santos); нар. 5 грудня 1994, Ріо-де-Жанейро) — бразильський футболіст, захисник мексиканського клубу «УАНЛ Тигрес». 
Виступав, зокрема, за клуби «Фламенгу» та «Удінезе», а також молодіжну збірну Бразилії.

## Клубна кар'єра
Самір — вихованець клубів «Аудакс Ріо» та «Фламенгу». 8 червня 2013 року дебютував за дорослу команду «Фламенгу» в матчі проти ««Крісіуми» він дебютував у бразильській Серії А. У тому ж році Самір допоміг клубу виграти Кубок Бразилії. 17 липня 2014 року в поєдинку проти «Атлетіку Паранаенсі» Сантос забив свій перший гол за «Фламенгу». У тому ж році він став переможцем Ліги Каріока.
На початку 2016 року Самір перейшов до італійського «Удінезе». Для отримання ігрової практики він відразу ж був відданий в оренду до «Верони».
4 квітня у матчі проти «Болоньї» Сантос дебютував в італійській Серії A. У цьому ж поєдинку він забив свій перший гол за «Верону». Влітку Сантос повернувся до «Удінезе». 20 серпня у матчі проти «Роми» він дебютував за команду. 15 жовтня 2017 року в поєдинку проти «Фіорентини» Самір забив свій перший гол за «Удінезе».
6 січня 2022 року Самір підписав 6-річний контракт з «Вотфордом».

## Міжнародна кар'єра
У 2013 році у складі молодіжної збірної Бразилії Самір поїхав на молодіжний чемпіонат Південної Америки, що відбувався в Аргентині. На турнірі він був запасним, і на поле так і не вийшов.
Дебютував за молодіжну збірну 10 жовтня 2014 року в товариському матчі проти однолітків з Болівії.
У 16 вересня 2019 року отримав виклик до стану національної збірної на товариські матчі проти збірних Колумбії та Перу, проте на полі не з'явився.

## Досягнення

### «Фламенгу»[7][14]
- Чемпіон Ліги Каріока — 2014
- Володар Кубка Бразилії — 2013